# Nira Wickramasinghe
Nira Konjit Wickramasinghe (Colombo, 8 de mayo de 1964) es una profesora de Estudios Modernos de Asia del Sur en la Universidad de Leiden en los Países Bajos y una académica de renombre internacional. Fue profesora en el Departamento de Historia y Relaciones Internacionales, Universidad de Colombo, Sri Lanka hasta 2009. Luego creció en París y estudió en la Universidad de París IV - Sorbona de 1981 a 1984 y en la de Oxford de 1985 a 1989 donde obtuvo su doctorado en historia moderna. En 1990, se unió a la Universidad de Colombo, enseñando allí hasta 2009. Fue becaria del Banco Mundial Robert McNamara, ayudante sénior Fulbright en la Universidad de Nueva York, profesora visitante de la École des Hautes Études en Sciences Sociales en París, y más recientemente miembro de la British Academy en St Antony's College, Oxford. Actualmente trabaja en una historia de la recepción de la máquina de coser en el Sri Lanka colonial, un tema que ella investigó mientras un año sabático en el Centro Shelby Cullom Davis para Estudios Históricos Universidad de Princeton en 2008-2009.

## Algunas publicaciones
Nira ha publicado los siguientes textos:
- Sri Lanka in the modern age: A history of contested identities. Londres: Hurst & Co. y Honolulu: University of Hawaii press, 2006.
- Civil society in Sri Lanka: New circles of power. Nueva Delhi: Sage Publications, c2001.[5]
- Ethnic politics in colonial Sri Lanka, 1927–1947''. Nueva Delhi: Vikas Pub. House, 1995.
- University space and values: Three essays''. Colombo: International Centre for Ethnic Studies Colombo, 2005.
- L'Invention du Vetement national au Sri Lanka. Habiller le corps colonise''. París: Karthala Presse, 2006.

## Enlaces  externos
- Conflictos en Sri Lanka: cultura y linajes del pasado.
- Esta obra contiene una traducción  derivada de «Nira Wickramasinghe» de Wikipedia en inglés, concretamente de esta versión, publicada por sus editores bajo la Licencia de documentación libre de GNU y la Licencia Creative Commons Atribución-CompartirIgual 4.0 Internacional.

- Datos: Q7039854
- Multimedia: Nira Wickramasinghe / Q7039854